# (10158) Taroubou
(10158) Taroubou est un astéroïde de la ceinture principale.

## Description
(10158) Taroubou est un astéroïde de la ceinture principale. Il fut découvert le 3 décembre 1994 à Ōizumi par Takao Kobayashi. Il présente une orbite caractérisée par un demi-grand axe de 2,45 UA, une excentricité de 0,21 et une inclinaison de 5,4° par rapport à l'écliptique.

## Compléments